# Nowoiljinskij (Kraj Permski)
Nowoiljinskij (ros. Новоильинский) – osiedle typu miejskiego w Rosji, w Kraju Permskim, w rejonie nytwieńskim. W 2010 liczyło 3638 mieszkańców.

## Urodzeni
- Władimir Alikin – rosyjski biathlonista reprezentujący ZSRR, dwukrotny medalista igrzysk olimpijskich.
- Jewgienij Garaniczew – rosyjski biathlonista oraz biegacz narciarski, brązowy medalista olimpijski.